# 曹其真
曹其真，GML（1941年12月—），澳門政治人物，祖籍浙江宁波鄞县。生于上海。早年畢業於安徽大學物理系；后又赴法国深造，获法国巴黎大学法语及法国文学文凭，可讲中、葡、英、法四种语言。从1968年开始，曹其真就一直在澳门居住。1999年至2009年期間任澳門特別行政區立法會主席。現任全國政協常委，全国人大常委会澳门特别行政区基本法委员会副主任。

## 企业家
曹其真的父亲是有「香港毛紡大王」、「世界毛紡大王」之稱、“港龙航空”的创办人曹光彪。在继承父业之后，曹其真成为澳门最具知名度的女企业家。她所领导的澳门纺织品有限公司是澳门纺织品行业中最有实力的企业之一。

## 政治生涯
在澳葡政府的统治下，1976年，曹其真参加了澳门第一届立法会直接选举，並成功当选。此后，自1984年至1999年，她历任第三、第四、第五及第六届澳門立法會議員，并参与常设委员会；及在第五届及第六届立法会中，兼任章程及任期委员会成员。她还曾担任澳门政府经济委员会委员、澳门世界贸易中心董事局主席、法国驻澳门名誉领事；并先后获法国总统颁发“工农业司令级勋章”和法国政府颁发“法国国家骑士勋章”。自1980年起，她还长期担任法國驻澳门的名誉领事。2007年獲頒法國榮譽軍團勳章（軍官級）。

## 新政府的“筹建人”之一
1999年澳門特別行政區政府成立後，曹其真連任第一至第三屆立法會主席。同时，她还是中国第八、九、十届全国政协委员，第十一届全国政协常委及全国人民代表大会常务委员会澳门基本法委员会的副主任。还曾担任澳门基本法起草委员会成员、基本法协进会副理事长、澳门特别行政区筹委会副主任委员、等职。2003年獲頒授大蓮花勳章。

### 出处
1. ↑  中国新闻社多媒体信息部：澳门特首向人们走来--回归路上看澳门之四 （页面存档备份，存于）
2. ↑  . 中国新闻网. 2007年8月2日  [2019年7月25日]. （原始内容存档于2019年7月25日）.
3. ↑  新华网: 曹其真简历 （页面存档备份，存于）

### 网页
- 人民日报网络版 不负历史重托——访澳门特区立法会主席曹其真（专访） （页面存档备份，存于）